# Gårdsnamn
Gårdsnamn är primärt namnet på en viss gård, men kan också användas för att beteckna de personer som kommer från denna gård. Gårdsnamnen kan vara baserade på såväl naturnamn och kulturnamn som personnamn. I äldre tid användes bland allmogen ett mycket begränsat antal namn och fadersnamn. Det kunde därför ofta finnas flera med samma namn, till exempel "Anna Ersdotter" eller "Lars Andersson" i samma by eller socken. Det fanns därför ett stort behov av särskiljande benämningar. Ett gårds- eller ortnamn kunde fungera på detta sätt, men titlar och soldatnamn, egna eller förfäders, kunde fungera på samma sätt, eftersom gårdens namn, som sällan var formellt, kunde ändras efter dess brukares namn.  

## Mönster för bildandet av personbeteckningar
Det finns två mönster för hur personbeteckningar konstrueras med hjälp av gårdsnamn:
På den svenska landsbygden placerades gårdsnamnet i regel sist i namnet: Anders i Backen, Kerstin Bengtsdotter vid Dammen, Mor på Torpet. I Dalarna och vissa angränsande områden satte och sätter man dock alltjämt gårdsnamnet före förnamnet. Oftast har det där karaktär och ursprung som genitivbestämning till detta, till exempel Backens Anders, Dammens Kerstin Bengtsdotter. Det förekommer dock även att gårdsnamnet står som genitivlöst attributivt ord, till exempel Grudd Olof Bengtsson, Damm Anna Persdotter. 
Hade Lars' far eller farfar exempelvis varit nämndeman (något som gav hög status) kunde han kallas Nämkars Lasse. Om denne Nämkarls Lasse sedan byggde upp en ny gård, så är det troligt att denna gård skulle komma att kallas Nämkarls-Lasses efter honom. Om han hade en dotter eller dotterdotter som hette Brita, kunde hon benämnas Nämkarls-Lasses Brita (Larsdotter). 
Efterhand har gårdsnamnen formaliserats, men alltjämt är det vanligt med informella nykonstruktioner efter detta mönster, varvid det ofta förekommer att samma person kan benämnas på olika sätt, och att sättet att benämna en person ofta säger något om i vilken relation talaren står till den omtalade. Om Brita gift sig och flyttat från "Nämkarls-Lasses" till "Karis" i en annan by (Karis-gården heter så antagligen därför att den först brukades av någon som hette Kari), så är det troligt att en person från hennes ursprungsby kommer att fortsätta kalla henne för Nämkarls-Lasses Brita medan de i hennes nya by kommer att kalla henne Karis Brita, också när de talar med varandra om henne. Ett sådant invecklat språkbruk kräver naturligtvis mycket stor personkännedom och kan bara upprätthållas i små orter med mycket stabil demografisk struktur och stark kontinuitet.
När gårdsnamnskicket formaliseras följer namnet med gården, vilket innebär att om en man gifter sig till en gård (dvs gifter sig med en kvinna som ärver en gård), så tar han gårdens och därmed hennes namn. På motsvarande sätt tar kvinnan mannens gårdsnamn, om hon flyttar till hans gård. När mannen tar kvinnans namn kallas det att "ta särknamnet". Exempel enligt det äldre namnskicket med patronymikon: Kerstin, som är enda barnet till Anna och Anders på gården Dammen, gifter sig med Jöns som är son till Sakris och Sara på gården Utmarken. Jöns och Kerstin tar över Dammen. De kommer då att kalla sig Dammens Kerstin Andersdotter och Dammens Jöns Sakrisson.  
Under 1900-talet har många gårdsnamn omvandlats till släktnamn, med resultat som Martin Sakris och Eva-Lena Grudd (fiktiva exempel med existerande gårdsnamn). Detta har skett parallellt med att bruket med patronymikon har avskaffats.

## Gårdsnamn i lagstiftningen om personnamn
Bruket av gårdsnamn som personnamn passar inte in i det rikssvenska namnskicket, men möjligheten att bära sådant stöds ändå av den svenska namnlagen under förutsättning att man har anknytning till namnet genom släktskap eller äktenskap.
I folkbokföringen registrerades inte namnen tidigare alls, men sedan 1990-talet kan de registreras i fältet för förnamn, eftersom det inte finns något fält för gårdsnamn i folkbokföringsdatabasen. Detta kan medföra problem, eftersom reglerna för tillägg eller ändring av gårdsnamn skiljer sig från motsvarande regler för förnamn, samt att gårdsnamn felaktigt kan komma att uppfattas som förnamn och därvid ofta som könsneutrala sådana, eftersom kvinnor och män bär dem i samma form.

## Personer med gårdsnamn

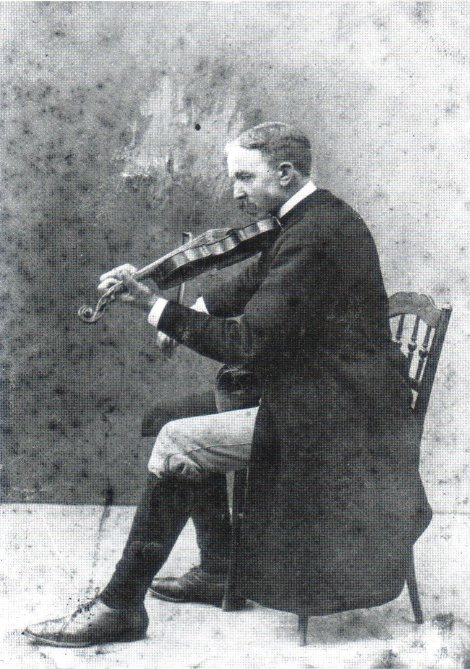
Hjort Anders Olsson 1915

- Back Erik Andersson
- Back Olof Andersson
- Backa Hans Eriksson
- Busk Margit Jonsson
- Gubb Jan Stigson
- Gällsbo Emil Olsson
- Gällsbo Jonas Olsson
- Hjort Anders Olsson
- Hållbus Totte Mattson
- Jufwas Anders Ersson
- Knis Karl Aronsson
- Land Lars Ersson
- Liss Olof Larsson
- Niss Oskar Jonsson
- Nygårds Anna Bengtsson
- Martis Karin Ersdotter
- Ollas Anders Ericsson
- O'tôrgs-Kaisa Abrahamsson
- Stiko Per Larsson